# Grand prix Frédéric-Kuhlmann
Le grand prix Frédéric-Kuhlmann est un prix décerné annuellement à une personnalité scientifique par la Société des sciences de Lille. Il est nommé en référence à Frédéric Kuhlmann, est créé l'année qui suit sa mort, en 1882, et honore un scientifique confirmé « en faveur de découvertes et travaux concernant l’avancement des sciences ou leurs applications, accomplis dans le département du Nord ».
Il est attribué au minéralogiste Patrick Cordier en 2015, à Christophe Gaquière en 2023.